# Coppa d'Asia 1972
La Coppa d'Asia 1972 fu la quinta edizione della Coppa d'Asia. La fase finale si è disputata in Thailandia dal 7 maggio al 19 maggio 1972 e fu vinta dall'Iran, che così bissò il successo dell'edizione precedente.

## Qualificazioni
Israele era qualificato automaticamente alla fase finale come Nazionale organizzatrice della manifestazione, ma si è ritirato e il suo posto è stato preso dalla Thailandia. L'Iran è qualificato automaticamente alla fase finale come detentore del titolo.
I quattro posti rimanenti sono stati assegnati mediante un percorso di qualificazione che ha visto la partecipazione di 16 rappresentative e lo svolgimento di sei incontri tra maggio e dicembre 1971.

## Stadi
| Bangkok | Bangkok          |
| ------- | ---------------- |
| Bangkok | Stadio Nazionale |
| Bangkok | Capienza: 26,000 |
| Bangkok |                  |

## Squadre qualificate
| Pr. | Squadra          | Data di qualificazione certa | Partecipante in quanto                                                                                     | Partecipazioni al torneo |
| --- | ---------------- | ---------------------------- | --- | ------------------------ |
| 1   | Thailandia       | 30 maggio 1971               | Rappresentativa della nazione organizzatrice della fase finale e vincitrice del Gruppo 1 di qualificazione | Esordiente               |
| 2   | Iran             | 19 maggio 1968               | Campione in carica                                                                                         | 1 (1968)                 |
| 3   | Corea del Sud    | 1971                         | Ammessa di diritto dopo il ritiro delle altre partecipanti nel Gruppo 2 di qualificazione                  | 3 (1956, 1960, 1964)     |
| 4   | Repubblica Khmer | 30 maggio 1971               | Seconda classificata nel Gruppo 1 di qualificazione                                                        | Esordiente               |
| 5   | Iraq             | 22 dicembre 1971             | Vincitore del Gruppo 4 di qualificazione                                                                   | Esordiente               |
| 6   | Kuwait           | 22 dicembre 1971             | Secondo classificato nel Gruppo 4 di qualificazione                                                        | Esordiente               |

## Fase finale

### Turno preliminare
| Bangkok 7 maggio 1972                                                                                       | Corea del Sud        | 0 – 0                   | Iraq | Stadio Nazionale (2,000 spett.) |
| \| \| \| \| \| Cha Bum-Kun Hwang Jae-Man Park Su-Deok \| Tiri di rigore 2 – 4 \| Aziz Nouri Kadhim Fathi \| |                      |                         |      |                                 |
| |                      |                         |      |                                 |
| Cha Bum-Kun Hwang Jae-Man Park Su-Deok                                                                      | Tiri di rigore 2 – 4 | Aziz Nouri Kadhim Fathi |      |                                 |

| Arbitro: | Kim Jo-Wong |

|                        |           |  |
| Kalani 45’ Iranpak 51’ | Marcatori |  |

| Bangkok 8 maggio 1972                                                | Thailandia | 0 – 2                              | Kuwait | Stadio Nazionale |
| \| \| \| \| \| \| Marcatori \| 42’ Jawad Khalaf 87’ Fayez Marzouq \| |            |                                    |        |                  |
|                                                                      |            |                                    |        |                  |
|                                                                      | Marcatori  | 42’ Jawad Khalaf 87’ Fayez Marzouq |        |                  |

### Primo turno

#### Gruppo 1
9 maggio
| Iran | 3 - 0 | Iraq |

11 maggio
| Thailandia | 1 - 1 | Iraq |

13 maggio
| Thailandia | 2 - 3 | Iran |

Classifica
| Squadra    | G | V | Pa | Pe | GF | GS | Pti |
| ---------- | - | - | -- | -- | -- | -- | --- |
| Iran       | 2 | 2 | 0  | 0  | 6  | 2  | 4   |
| Thailandia | 2 | 0 | 1  | 1  | 3  | 4  | 1   |
| Iraq       | 2 | 0 | 1  | 1  | 1  | 4  | 1   |

#### Gruppo 2
10 maggio
| Corea del Sud | 4 - 1 | Repubblica Khmer |

12 maggio
| Corea del Sud | 1 - 2 | Kuwait |

14 maggio
| Repubblica Khmer | 4 - 0 | Kuwait |

Classifica
| Squadre          | G | V | Pa | Pe | GF | GS | Pti |
| ---------------- | - | - | -- | -- | -- | -- | --- |
| Corea del Sud    | 2 | 1 | 0  | 1  | 5  | 3  | 2   |
| Repubblica Khmer | 2 | 1 | 0  | 1  | 5  | 4  | 2   |
| Kuwait           | 2 | 1 | 0  | 1  | 2  | 5  | 2   |

### Semifinali
|  | Semifinali          | Semifinali          | Semifinali    |               |      | Finale           | Finale           | Finale          |  |
|  |                     |                     |               |               |      |                  |                  |                 |  |
|  | Iran                | Iran                | 2             |               |      |                  |                  |                 |  |
|  | Iran                | Iran                | 2             |               |      |                  |                  |                 |  |
|  | Repubblica Khmer    | Repubblica Khmer    | 1             |               |      |                  |                  |                 |  |
|  | Repubblica Khmer    | Repubblica Khmer    | 1             |               | Iran | Iran             | 2                |                 |  |
|  |                     |                     |               |               | Iran | Iran             | 2                |                 |  |
|  |                     |                     | Corea del Sud | Corea del Sud | 1    |                  |                  |                 |  |
|  | Corea del Sud (dtr) | Corea del Sud (dtr) | Corea del Sud | Corea del Sud | 1    | 1 (2)            |                  |                 |  |
|  | Corea del Sud (dtr) | Corea del Sud (dtr) |               |               |      | 1 (2)            |                  |                 |  |
|  | Thailandia          | Thailandia          | 1 (1)         |               |      | Finale 3º posto  | Finale 3º posto  | Finale 3º posto |  |
|  | Thailandia          | Thailandia          | 1 (1)         |               |      |                  |                  |                 |  |
|  |                     |                     |               |               |      |                  |                  |                 |  |
|  |                     |                     |               |               |      | Repubblica Khmer | Repubblica Khmer | 2 (3)           |  |
|  |                     |                     |               |               |      | Repubblica Khmer | Repubblica Khmer | 2 (3)           |  |
|  |                     |                     |               |               |      | Thailandia (dtr) | Thailandia (dtr) | 2 (5)           |  |

16 maggio
| Iran | 2 - 1 | Repubblica Khmer |

17 maggio
| Corea del Sud | 1 - 1 (dts: 1-1, rig.:2-1) | Thailandia |

### Finale 3º/4º posto
19 maggio
| Repubblica Khmer | 2 - 2 (dts: 2-2, rig.:3-5) | Thailandia |

### Finale
19 maggio
| Iran | 2 - 1 | Corea del Sud |

| Vincitori Coppa d'Asia AFC 1972 Iran 2º titolo |